# هلا المغربي
هالة المغربي (ولدت في 6 يونيو 1959) هي لاعبة قوى أولمبية سورية. مثلت سوريا في دورة الألعاب الأولمبية الصيفية 1980 في موسكو.

## المشاركة الأولمبية

### الألعاب الأولمبية الصيفية 1980
كانت هلا المرأة الوحيدة المشاركة في سوريا في تلك البطولة من بين 67 مشاركاً في سوريا.

## روابط خارجية
- هلا المغربي على موقع الاتحاد الدولي لألعاب القوى (الإنجليزية)
- هلا المغربي على موقع اللجنة الأولمبية الدولية (الإنجليزية)
- هلا المغربي على موقع أوليمبيديا (الإنجليزية)